# Валя-Лунге (Селаж)
Валя-Лунге (рум. Valea Lungă) — село у повіті Селаж в Румунії. Входить до складу комуни Залха.
Село розташоване на відстані 363 км на північний захід від Бухареста, 35 км на схід від Залеу, 43 км на північ від Клуж-Напоки.

## Населення
За даними перепису населення 2002 року у селі проживали 116 осіб, усі — румуни. Усі жителі села рідною мовою назвали румунську.